# Xanthia sigmago
Xanthia sigmago là một loài bướm đêm trong họ Noctuidae.